# G. M. Sprague
G. M. Sprague (* vor 1940) ist/war ein US-amerikanischer Filmtechniker, der 1955 mit einem Oscar für technische Verdienste ausgezeichnet wurde.
Sprague wurde 1955 bei den 27. Academy Awards in der Kategorie „Wissenschaftlicher oder technischer Preis (Klasse III)“ gemeinsam mit Carlos Rivas mit einem Technical Achievement Award für das „Design und den Entwurf einer magnetischen Tonbearbeitungsmaschine“ („for the design of a magnetic sound editing machine“) geehrt. Lauren Bacall verlas die Auszeichnung im März 1955 in Pantages Theatre in Hollywood und verwies auch auf das Metro-Goldwyn-Mayer Studio Sound Department, den seinerzeitigen Arbeitgeber von Sprague und Rivas.
Über Spragues Leben davor und danach sowie seinen beruflichen Werdegang ist nichts bekannt.